# 鳥首板塊
鳥首板塊是新畿內亞西端的小型板塊，東南與澳洲板塊和毛克板塊形成分離板塊邊緣，北面與加洛林板塊和菲律賓板塊形成聚合板塊邊緣，南面與班達海板塊形成聚合板塊邊緣，與西南的馬魯古海碰撞帶（Molucca Sea Collision Zone）形成轉形斷層。